# Otto Nagel

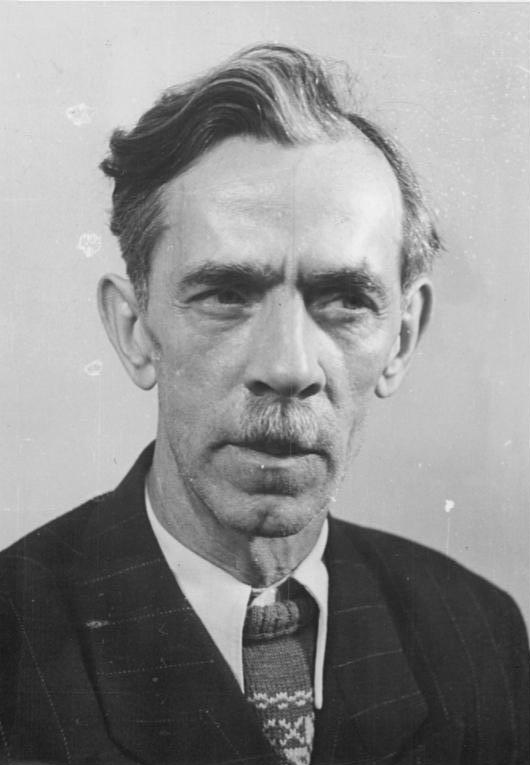
Otto Nagel (1950)

Otto Nagel (* 27. September 1894 in Berlin-Wedding; † 12. Juli 1967 in Berlin-Biesdorf) war ein deutscher Maler.

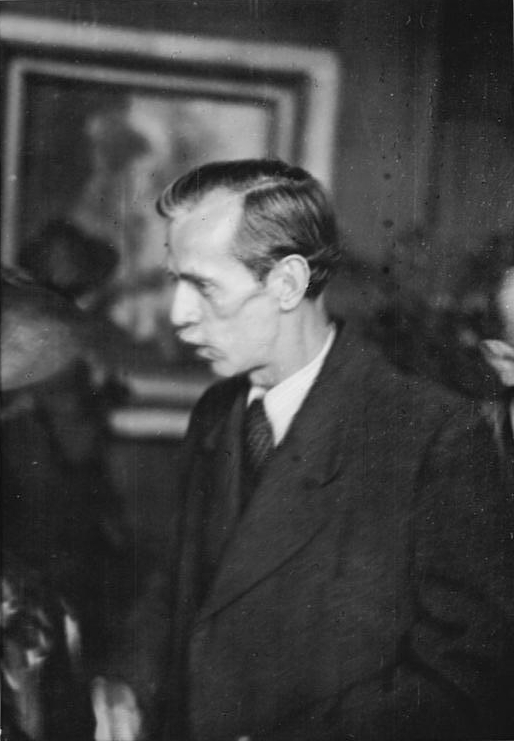
Otto Nagel während einer Ausstellung in Berlin

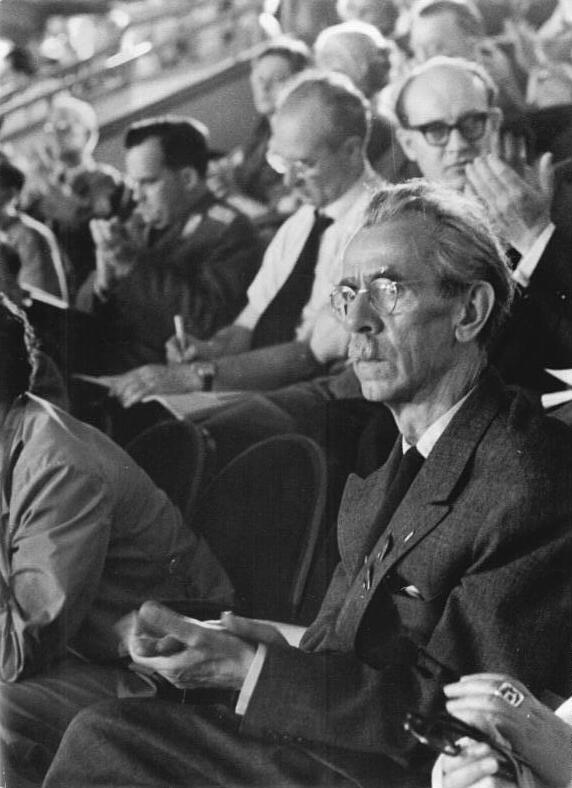
Otto Nagel auf dem V. Parteitag der SED, 10. Juli 1958

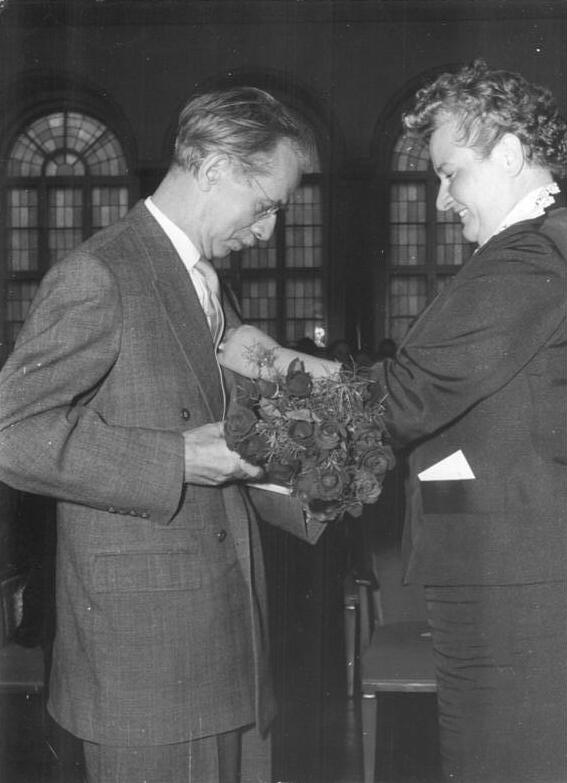
Otto Nagel erhält 1957 den Goethe-Preis

## Leben
Otto Nagel wurde als 5. Sohn des Tischlers und Sozialdemokraten Friedrich Carl Nagel (1845–1915) und seiner Ehefrau Emma, geb. Barschin (1855–1929) geboren. Nach der Volksschule begann er in einer Mosaik- und Glasmalereiwerkstatt eine Lehre zum Glasmaler, die er nicht abschloss, und arbeitete später als Transportarbeiter. Nagel engagierte sich früh in der Arbeiterjugend und trat 1912 in die SPD ein. Er leistete im Ersten Weltkrieg zunächst Kriegsdienst, kam dann aber wegen Kriegsdienstverweigerung in das Straflager Wahn bei Köln. 1917 wurde er Mitglied der USPD.
Im Jahr 1919 malte Otto Nagel seine ersten Ölbilder und Pastelle unter dem Einfluss von August Macke. Zur Gründung, 1918, wurde er Mitglied der KPD. Im Jahr 1922 initiierte er mit Erwin Piscator die Künstlerhilfe in der Internationalen Arbeiterhilfe (IAH) und war für Käthe Kollwitz die Kontaktperson zu Willi Münzenberg. 1924 trat Nagel der Roten Gruppe Berlin bei und organisierte die Erste Allgemeine Deutsche Kunstausstellung 1924/1925 in Moskau, Saratow und Leningrad.
Im Jahr 1926 stellte Otto Nagel im Sängerheim, einem Bierlokal in Wedding, seine aktuellen Bilder aus. Der Wedding war inzwischen zu einem roten Arbeiterbezirk geworden, so dass es zum Ausstellungsort in der Weltbühne hieß: „Ein ungewöhnliches Milieu für Kunst. […] Das Publikum, Männer und Frauen vom Wedding, ernst, schweigsam, langsam die Bilder betrachtend. Sie sehen sich selbst an den Wänden, von einem der ihren gemalt: den Briefträger, die alte Frau im Spital, die Nutte vom Karree Nettelbeckplatz, den Idioten ‚Vater‘ von der Wach- und Schließgesellschaft, den Budiker von der Ecke. Ich stelle mir die Menschen, die im Sängerheim diese Bilder betrachten, in der Nationalgalerie vor. Sie gehen fremd, verwundert, ratlos von Bild zu Bild und gehen verdattert zur Tür hinaus. Sie dürfen ja hingehen, aber sie fühlen sehr schnell, dass sie nur geduldet sind“. Seit 1927 war Nagel für die „Gesellschaft der Freunde des neuen Rußland“ aktiv.
Otto Nagel war eng mit Heinrich Zille und Käthe Kollwitz befreundet, deren Nachlass er ordnete. Nagel gab zahlreiche Schriften über ihr Werk heraus. Von 1928 bis 1931 stellte er in der Novembergruppe aus und war von 1928 bis 1932 Herausgeber und Redaktionsleiter der Satirezeitschrift Eulenspiegel. 1932 betreute er die Käthe-Kollwitz-Ausstellung in Moskau und Leningrad, bei der 160 Arbeiten der Künstlerin gezeigt wurden.
Von 1928 bis 1932 schrieb er das Manuskript zu seinem Roman Die weiße Taube oder Das nasse Dreieck, welches bis zu seiner ersten Veröffentlichung als Buch 1978 im Mitteldeutschen Verlag Halle-Leipzig mehrmals verschwunden war. Die fast unglaubliche Geschichte dieses Buches hat die Witwe des Malers, Walli Nagel, in ihrem Vorwort beschrieben.
1933 wurde Otto Nagel zum Vorsitzenden des Reichsverbandes der Bildenden Künstler Deutschlands gewählt. Die Wahl wurde einen Tag später von den Nazis annulliert, weil sich Nagel zu stark politisch gegen sie engagiert hatte. Hausdurchsuchungen und Inhaftierungen (unter anderem im KZ Sachsenhausen 1936/1937, Häftlingsnummer 1287, Block 8) folgten. 1937 kam Nagel auf Initiative seiner Frau wieder frei, durfte aber in seinem Atelier weiterhin nicht arbeiten. So avancierte er zum Straßenmaler mit Stadtlandschaften des damals noch nicht zerstörten Berlin. 1937 wurde in der Aktion „Entartete Kunst“ drei Gemälde Nagels aus öffentlichen Sammlungen beschlagnahmt und vernichtet.
Nach Kriegsende lebte und arbeitete Otto Nagel zuerst in Bergholz-Rehbrücke bei Potsdam, wo eine Grundschule später seinen Namen erhielt, ab 1952 in Biesdorf. Dort gibt es eine nach ihm benannte Straße, sowie ein nach ihm benanntes Gymnasium, das Otto-Nagel-Gymnasium (ONG). Nagel verband eine Freundschaft mit der Malerin Ursula Wendorff-Weidt. Ein Meisterschüler Nagels war Harald Metzkes, der die Berliner Malschule begründete.
1945 gehörte Otto Nagel zu den Mitbegründern des Kulturbundes. Die Zwangsvereinigung von SPD und KPD führte dazu, dass Nagel 1946 Mitglied der SED wurde. Der Kulturbund delegierte ihn als Mitglied der Beratenden Versammlung Brandenburgs. Außerdem war er Mitglied des 1. und 2. Volksrats der SBZ, der Provisorischen Volkskammer und anschließend der Volkskammer der DDR bis 1954. Während der Formalismusdebatte warnte Nagel vor den Gefahren einer ideologisch bornierten Kulturpolitik, die sich u. a. gegen die vermeintliche Dekadenz der Moderne richtete.
Nagel war von 1950 bis 1952 Erster Vorsitzender und 1955/1956 Präsident des Verbands Bildender Künstler der DDR (VBK) und 1956 bis 1962 Präsident der Akademie der Künste der DDR. Er hatte in der DDR eine große Zahl von Einzelausstellungen und Ausstellungsbeteiligungen, u. a. von 1949 bis 1968 auf der 2. bis VI. Deutschen Kunstausstellung in Dresden.
Der Bezirksverband Berlin des VBK stiftete und vergab an bildende Künstler die Otto-Nagel-Medaille.

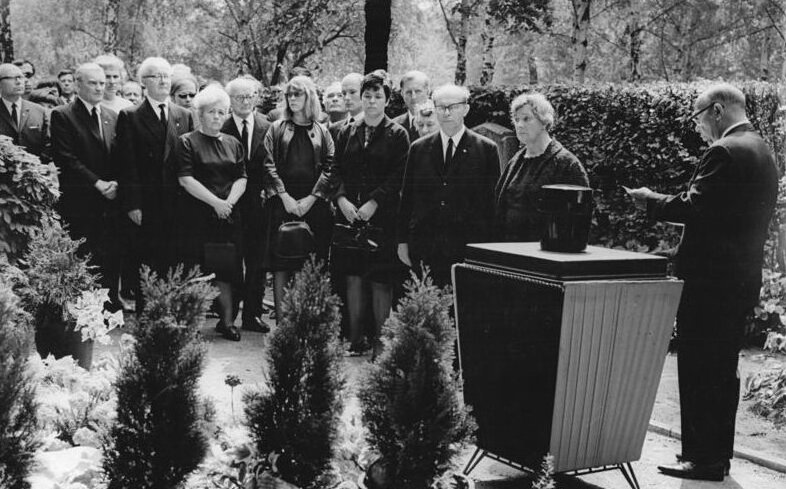
Beisetzung der Urne Otto Nagels

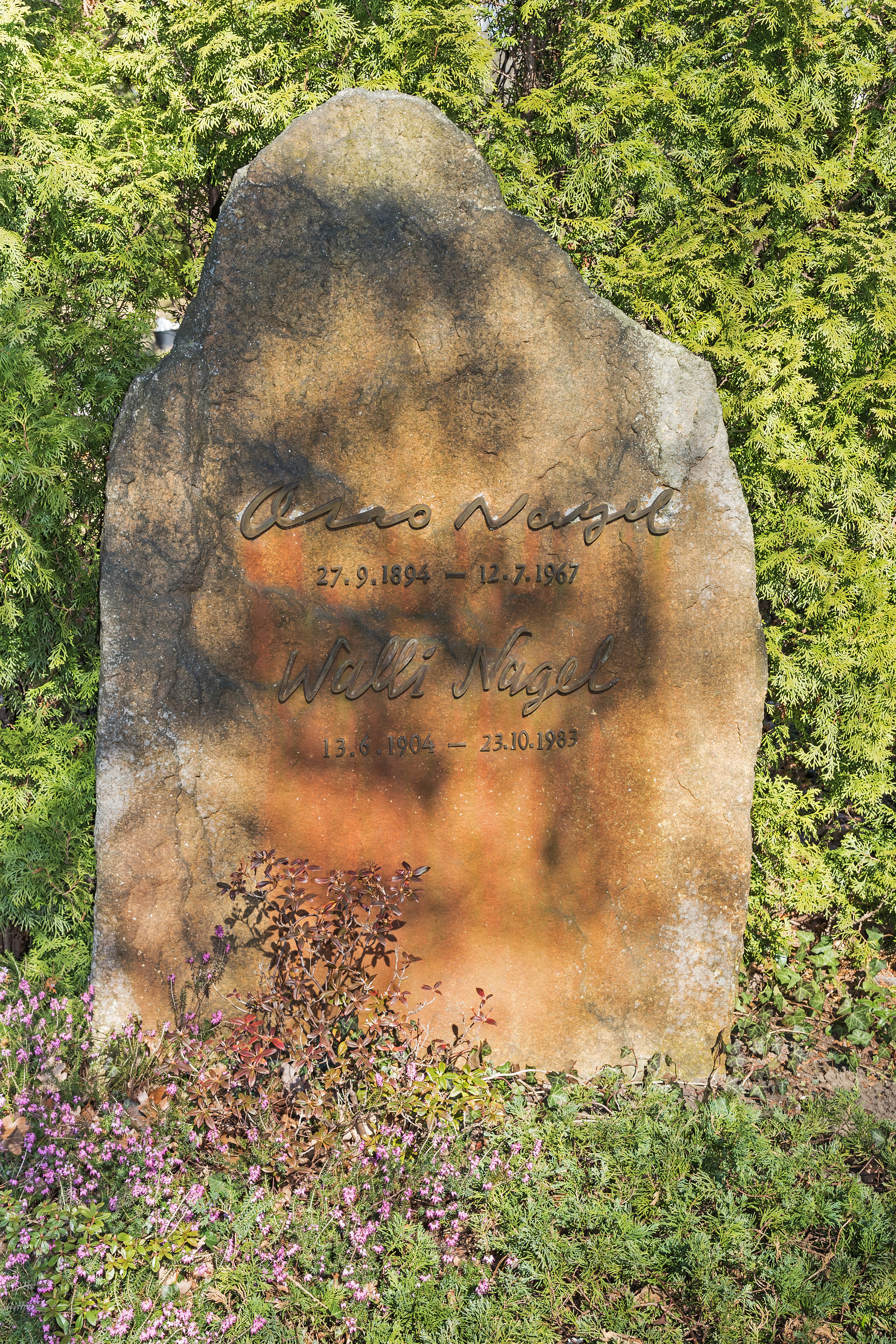
Grab von Otto Nagel und seiner Ehefrau Walli

Nagels 1916 geschlossene Ehe mit Frieda Kaminski wurde bereits 1920 geschieden. In zweiter Ehe war er mit der russischen Schauspielerin Walentina („Walli“) Nikitina (1904–1983) verheiratet, der er 1925 bei der oben genannten Deutschen Kunstausstellung in Leningrad begegnete. 1943 kam ihre Tochter Sibylle zur Welt (gest. 2015). Die 1916 geborene Tochter Lotte war 1930 an dem sie umgebenden Milieu gescheitert und hatte den Freitod gewählt. Otto Nagel wurde in der Künstlerabteilung des Berliner Zentralfriedhofs Friedrichsfelde beigesetzt, sein von Gerhard Thieme geschaffenes Grabmal steht unter Denkmalschutz. Sein Grab ist Ehrengrab des Landes Berlin. Auf Initiative von Walentina Nagel eröffnete am 12. Juli 1973 das Otto-Nagel-Haus am Märkischen Ufer in Berlin-Ost. Bis 1978 leiteten die Tochter von Otto Nagel Sibylle Schallenberg-Nagel (Kunstwissenschaftlerin) und ihr Mann Götz Schallenberg (Direktor) das Museum. 1995 wurde die Ausstellung geschlossen. Seit Juli 2019 arbeitet die Journalistin und Enkelin Salka Schallenberg an einem Forschungsprojekt zum Thema „Kulturpolitik in der DDR“. Insbesondere steht dabei Otto Nagel und der Umgang des Staatsapparates mit seinem künstlerischen Erbe im Fokus.

## Ehrungen (Auswahl)
- 1950: Nationalpreis der DDR II. Klasse für sein Gesamtwerk
- 1957: Goethepreis der Stadt Berlin
- 1961: Johannes-R.-Becher-Medaille in Gold
- 1964: Vaterländischer Verdienstorden in Gold
- 1965: Ehrenbürgerschaft der Stadt Potsdam
- 1967: Käthe-Kollwitz-Preis
- 1970: postume Verleihung der Ehrenbürgerschaft von Berlin (Ost), seit 1992 für das gesamte Berlin

## Erinnerungsorte

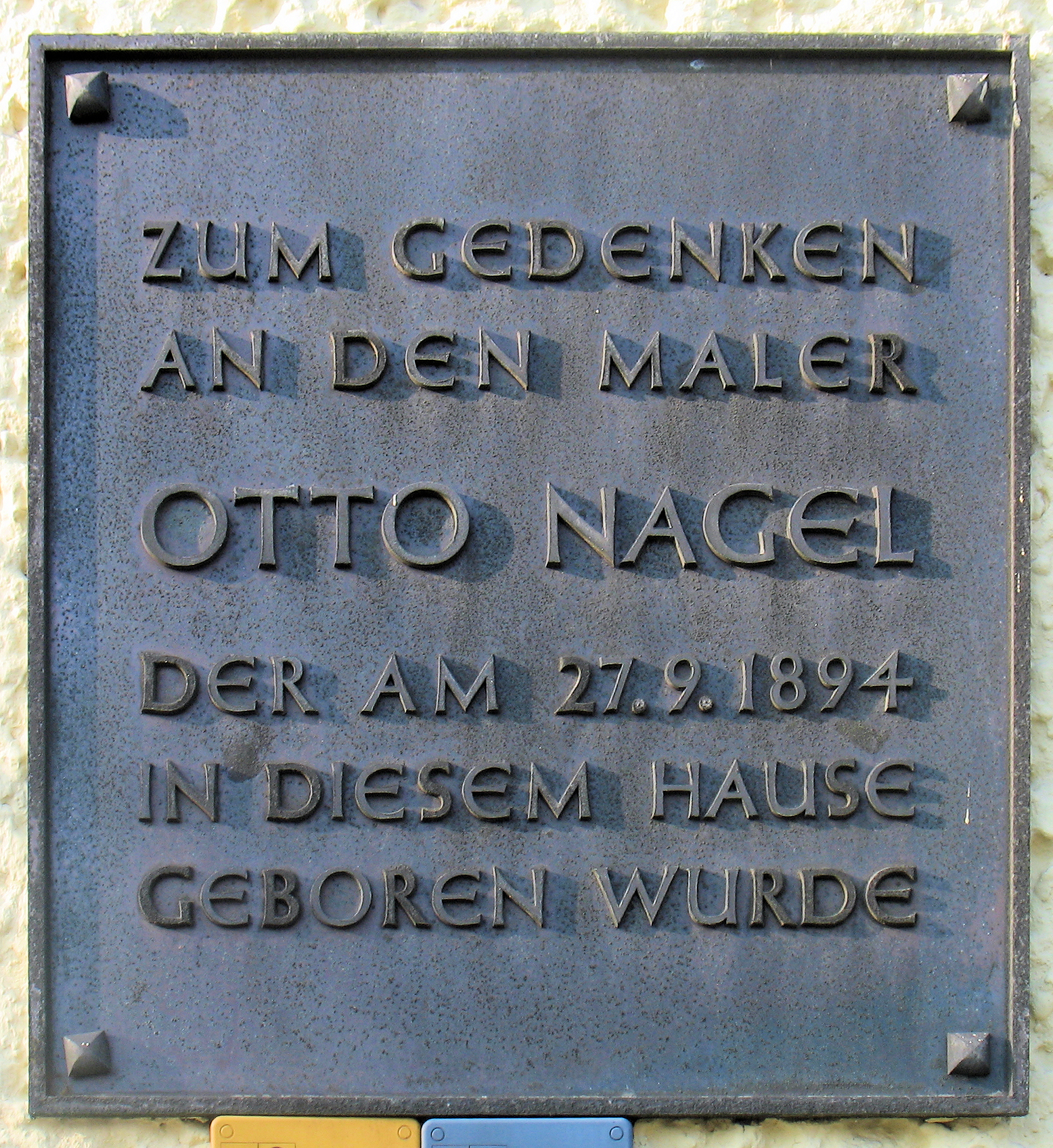
Gedenktafel am Haus Reinickendorfer Straße 67, in Berlin-Wedding

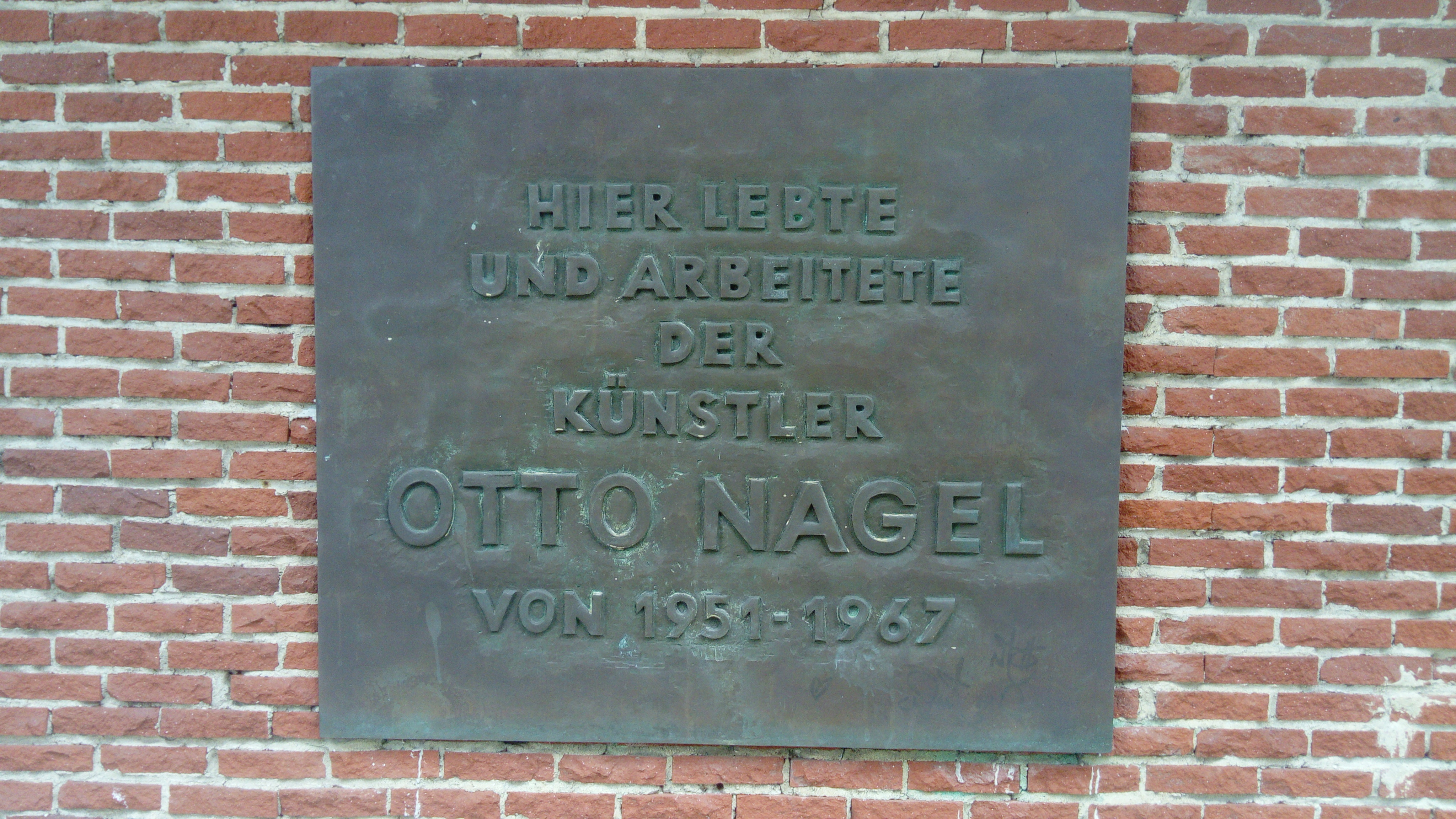
Gedenktafel am Wohnhaus/Atelier von Otto Nagel in der Otto-Nagel-Straße 6 in Berlin-Biesdorf

- Otto-Nagel-Haus, Märkisches Ufer 16–18, 10179 Berlin, 1995 aufgelöst
- Otto-Nagel-Gymnasium, Berlin-Biesdorf
- Otto-Nagel-Straße, Berlin-Biesdorf
- Otto-Nagel-Schule, Bergholz-Rehbrücke
- Otto-Nagel-Grundschule, Schönewalde
- Otto-Nagel-Straße, Potsdam
- Otto-Nagel-Club, Potsdam

Weitere Otto-Nagel-Straßen gibt es in Bautzen, Forst (Lausitz), Frankfurt (Oder), Halle (Saale), Hoyerswerda, Magdeburg und Zwickau, eine Otto-Nagel-Allee in Zeuthen.

## Darstellung Nagels in der bildenden Kunst
- Wieland Förster: Otto Nagel (Porträt-Stele, Bronze, 1971/72)[15]
- Evelyn Hartnick: Otto Nagel: Brüche in Leben und Werk (Bronze, Durchmesser 105-77 mm, 1997)[16][17]
- Evelyn Hartnick: Otto Nagel: Otto-Nagel-Zyklus (Bronze, H 300 × B 300 cm, 1974)[18][19]
- Bert Heller: Bildnis Prof. Otto Nagel (1959, Öl, 130 × 80 cm)[20]
- Rolf Schubert: Der Maler Otto Nagel (Öl auf Leinwand, 90 × 70 cm, 1964)[21]
- Rolf Schubert: Brigade „Otto Nagel“ (1968/1969, Öl; Mittelteil eines Polyptichons, 150 × 93 cm)[22]
- Elizabeth Shaw: Otto Nagel (Lithographie, 41,8 × 59,5 cm)[23]

## Figur „Künstler Otto Nagel“ in der Literatur
- Horst Bosetzky: Bücherwahn – Kappes 10. Fall. Kriminalroman. Es geschah in Berlin 1928. Berlin 2010, S. 130–131.
- William T. Vollmann: Europe Central. Berlin 2014, S. 67–77, S. 85.
- Regina Scheer: Gott wohnt im Wedding. München 2019. S. 328–330.

## Rezeption
„Otto Nagels Persönlichkeit ist unter den deutschen Künstler des zwanzigsten Jahrhunderts eine ungewöhnliche Erscheinung. In ihr verbinden sich Geist und Tat nicht nur zu einem besonderen künstlerischen Werk, sondern auch zu einer heute bereits historisch gewordenen kulturpolitischen Leistung.“

2015 tauchten auf dem Kunstmarkt etwa 200, zwischen 1927 und 1930 datierte, mit „O. Nagel“ signierte, abstrakte Kompositionen auf Papier auf. Die Legende dazu lautete, dass die Arbeiten aus einem Kauf auf einem Flohmarkt, kurz nach der Wende, stammten und es gab eine fiktive Künstler-Biografie dazu. Der Einlieferer gab zwar schließlich zu, dass er den fiktiven Otto Nagel erfunden habe. Inzwischen war die Verwechslung aber so nachhaltig, dass weiterhin Werke des fiktiven Otto Nagel als Werke des echten angeboten wurden. Das unterstützten Online-Nachschlagewerke, die die Signatur des fiktiven Otto Nagel als die des echten präsentierten. Dies wurde durch eine Aktion des Instituts für Europäische Kunstgeschichte der Universität Heidelberg bereinigt.

## Werke

### 1937 als „entartet“ aus öffentlichen Sammlungen beschlagnahmte und vernichtete Werke
- Meine Mutter (Tafelbild; Stadtbesitz von Berlin)
- Arbeitsnachweis (Tafelbild; Stadtbesitz von Berlin)
- Arbeiterbrautpaar (Tafelbild; Museum für Kunst und Kunstgewerbe Stettin)

### Weitere Werke

#### Tafelbilder (Auswahl)
- Witwe (Öl auf Leinwand, 1928; Galerie Neue Meister Dresden)[26]
- Mein Bruder der Tischler (Öl, 82 × 61 cm, 1929; Nationalgalerie Berlin)[27]
- Frühschicht (Öl, 79 × 115 cm, 1930; Galerie Neue Meister Dresden)[28]
- Selbstbildnis (Öl auf Leinwand, 105 × 75 cm, 1933)[29]
- Mädchen mit Puppe (Öl auf Leinwand, 87 × 75 cm, 1938; Galerie Neue Meister Dresden)[30]
- Junger Maurer von der Stalinallee (Öl, 115 × 80 cm, vor 1953)[31]
- Mädchenbildnis (Öl, 78 x 65 cm, vor 1958)[32]
- Der alte Maler / Selbstbildnis (Öl auf Leinwand, 100 × 80 cm, 1963; Gemäldegalerie Alte Meister Dresden)[33]

#### Druckgrafik (Auswahl)
- Hunger (Lithografie, Blattmaß 49,6 × 33,5 cm; 1924; Blatt 5 der gleichnamigen Mappe der Internationalen Arbeiterhilfe; u. a. in der Berlinischen Galerie)[34]
- Alte Berliner Straße (Lithografie, 19,3 × 23,9 cm; Kupferstichkabinett Dresden)[35]

#### Pastell (Auswahl)
- Moskauer Sonntag (45 × 60 cm, 1960; Galerie Neue Meister Dresden)[36]
- Abschied vom Fischerkietz I (47 × 57 cm, 1965)[37]

#### Literarisches Werk
- Die weiße Taube oder Das nasse Dreieck. Roman mit Illustrationen des Verfassers. Mitteldeutscher Verlag, Halle/Leipzig 1978 (Originalausgabe), ISBN 3-354-00156-9; Neuausgabe: Verlag Walter Frey, Berlin 2017, ISBN 978-3-946327-10-3 (ohne Abbildungen des Künstlers, gekürzt)
- Otto Nagel ist Autor zahlreicher Werke über Heinrich Zille, Käthe Kollwitz usw., siehe im Katalog der Deutschen Nationalbibliothek: https://d-nb.info/gnd/118586300

## Ausstellungen
- Im Jahr 1950/51 wurden in der Kollektiv-Ausstellung von der Akademie der Künste „Otto Nagel – Werke aus drei Jahrzehnten“ gezeigt.
- Im Jahr 1954 veranstaltete die Deutsche Akademie der Künste anlässlich des 60. Geburtstags von Otto Nagel die Ausstellung „Berliner Bilder“
- Im Jahr 2012 gab es die Ausstellung Otto Nagel (1894–1967). Orte – Menschen im Schloss Biesdorf in Berlin in Kooperation mit der Akademie der Künste.[38]
- Im Jahr 2008 organisierte das Mitte-Museum in Berlin eine Otto-Nagel-Ausstellung.[39]
- 21. Oktober 2022 bis 2. April 2023 Ausstellung „Otto Nagel – Menschensucher und Sozialist“, Museum Eberswalde[40]

## Filmografie
- 1929: Mutter Krausens Fahrt ins Glück (Autor, beteiligt an der Entstehung des Films, gehörte neben Käthe Kollwitz und Hans Baluschek zum künstlerischen Beirat der Filmproduktion)
- 1983: Es geht einer vor die Hunde (Fernsehfilm zum Buch Die weiße Taube oder Das nasse Dreieck)